# Переработка отработавшего ядерного топлива
Переработка отработавшего ядерного топлива — процесс, при котором путём химической обработки из отработавшего ядерного топлива (ОЯТ) извлекается уран, плутоний и радиоактивные изотопы.

## История
Первоначально ОЯТ подвергалось переработке исключительно с целью извлечения плутония при производстве ядерного оружия, в настоящее время же наработка оружейного плутония практически прекращена. 
Впоследствии возникла необходимость в переработке топлива энергетических реакторов. 

Первое поколение промышленных установок по переработке оксидного топлива легководных реакторов появилось в Европе и Японии в 1960-х — 1970-х годах. Предназначенные изначально для топлива газо-графитных реакторов, а затем переоборудованные под ОЯТ легководных реакторов, они обладали ограниченной мощностью.
Второе поколение промышленных перерабатывающих заводов было создано в 1980-х годах с учетом полученного опыта и результатов огромного объема исследований, выполненных с целью:
- повышения мощности установок;
- повышения эксплуатационной эффективности;
- повышения безопасности и улучшения эксплуатационных показателей, а также значительного снижения дозовых нагрузок и выбросов в окружающую среду;
- кондиционирования всех эксплуатационных и технологических отходов.

На 2012 год в эксплуатации или на этапе ввода в эксплуатацию находятся четыре промышленные установки для переработки ОЯТ: UP3 и UP2-800 в Ла-Аге во Франции, Thorp в Великобритании и Роккашо Мура в Японии.
В России первым предприятием, способным перерабатывать ОЯТ, считается Производственное Объединение «Маяк», основанное в 1948 году. Другие крупные радиохимические заводы на территории России это Сибирский химический комбинат и Железногорский горно-химический комбинат. Крупные радиохимические производства действуют в Англии (завод Селлафилд), во Франции (завод Cogema); планируются производства в Японии (Rokkasho, 2010-е), Китае (Lanzhou, 2020), Красноярске-26 (РТ-2, 2020-е). США отказались от массовой переработки выгруженного из реакторов топлива и хранят его в специальных хранилищах.
Одна из целей переработки топлива энергетических реакторов — повторное использование в качестве энергетического реакторного топлива, в том числе в составе МОХ-топлива или для реализации закрытого топливного цикла (ЗЯТЦ). 
К 2025 году планируется создать[где?] крупномасштабный перерабатывающий радиохимический завод, который предоставит возможность решить проблему как накопленного топлива, так и ОЯТ, выгружаемого из существующих и планируемых к созданию АЭС. 
На Железногорском ГХК предполагается перерабатывать как в опытно-демонстрационном центре (ОДЦ), так и на крупномасштабном производстве, ОЯТ водо-водяных энергетических реакторов ВВЭР-1000 и большую часть отходов реакторов канального типа РБМК-1000. Продукты регенерации будут использоваться в ядерном топливном цикле, уран — в производстве топлива для реакторов на тепловых нейтронах, плутоний (совместно с нептунием) — для реакторов на быстрых нейтронах, которые обладают нейтронно-физическими свойствами, обеспечивающими возможность эффективного замыкания ЯТЦ. При этом темпы переработки ОЯТ РБМК будут зависеть от востребованности продуктов регенерации (как урана, так и плутония) в ядерном топливном цикле. 
Подобные подходы легли в основу «Программы создания инфраструктуры и обращения с ОЯТ на 2011—2020 годы и на период до , утверждённой в ноябре 2011 года.

## Технологии
Ядерное топливо чаще всего представляет собой герметичный контейнер из сплава циркония или стали, часто именуемый тепловыделяющим элементом (ТВЭЛ). Уран в них имеет форму небольших таблеток из оксида или (гораздо реже) других термостойких соединений урана, например нитрида урана. При распаде урана образуется множество нестабильных изотопов других химических элементов, в том числе газообразных. Требования безопасности регламентируют герметичность ТВЭЛа весь срок службы, и все эти продукты распада остаются внутри ТВЭЛа. Помимо продуктов распада остаются значительные количества урана-238, небольшие количества невыгоревшего урана-235 и наработанный в реакторе плутоний.
Задача переработки — минимизировать радиационную опасность ОЯТ, безопасно утилизировать неиспользуемые компоненты, выделить полезные вещества и обеспечить их дальнейшее использование. Для этого чаще всего применяются химические методы разделения. Наиболее простыми методами являются переработка в растворах, однако эти методы дают наибольшее количество жидких радиоактивных отходов, поэтому такие методы были популярны только на заре ядерной эры. В настоящее время ищут методы с минимизацией количества отходов, предпочтительно твердых. Их проще утилизировать остекловыванием.
В основе всех современных технологических схем переработки отработанного ядерного топлива (ОЯТ) лежат экстракционные процессы, чаще всего так называемый Пьюрекс-процесс (от англ. Pu U Recovery EXtraction), который заключается в восстановительной реэкстракции плутония из совместного экстракта с ураном и продуктами деления. Конкретные схемы переработки отличаются набором применяемых реагентов, последовательностью отдельных технологических стадий, аппаратурным оформлением.
Плутоний, выделенный при переработке, может быть использован в виде топлива в смеси с оксидом урана. Для топлива после достаточно длительной кампании почти две трети плутония приходится на изотопы Pu-239 и Pu-241 и около трети на Pu-240, из-за чего он не может быть использован для изготовления надежных и предсказуемых ядерных зарядов (240 изотоп является загрязнителем).

## Критика
Глобальной проблемой переработки ОЯТ является огромное количество радиоактивных отходов, в том числе с длительными периодами полураспада. Сам процесс переработки требует большого количества химических реагентов (кислот, щелочей, воды и органических растворителей), так как по сути материал топливной сборки полностью химически растворяется в кислотах или щелочах, после чего выделяются целевые продукты. В отходах остаются как задействованные реагенты, получившие наведенную радиоактивность, так и остаточные или не нужные фракции материалов ОЯТ.
В 1 т ОЯТ, только что извлеченного из реактора типа ВВЭР, содержится 950—980 кг урана-235 и 238, 5—10 кг плутония, продуктов деления (1,2—1,5 кг цезия-137, 770 г технеция-99, 500 г стронция-90, 200 г иода-129, 12—15 г самария-151), минорных актиноидов (500 г нептуния-237, 120—350 г америция-241 и 243, 60 г кюрия-242 и 244), а также в меньшем количестве радиоизотопы селена, циркония, палладия, олова и других элементов. Хотя многие изотопы имеют периоды полураспада от суток до десятков дней, для многих других он составляет десятки лет и для некоторых — от сотен тысяч до десятков миллионов лет, что в человеческих масштабах представляет вечность.
Короткоживущие продукты деления:
| Нуклид | Т1/2      | Нуклид | Т1/2       |
| 85Kr   | 10.8года  | 144Pr  | 17.28 м    |
| 137Cs  | 26.6 года | 106Rh  | 30.07 с    |
| 90Sr   | 29 лет    | 147Pm  | 2.6 года   |
| 137mBa | 156 сут   | 134Cs  | 2.3 года   |
| ------ | --------- | ------ | ---------- |
| 90Y    | 2.6 сут   | 154Eu  | 8.8 года   |
| 144Ce  | 284.91    | 155Eu  | 4.753 года |
| 106Ru  | 371.8 сут |        |            |

Долгоживущие продукты деления
| Нуклид | 79Se          | 99Tc            | 93Zr          | 126Sn          | 129I          | 135Cs     |
| ------ | ------------- | --------------- | ------------- | -------------- | ------------- | --------- |
| Т1/2   | 3,27(8)⋅105 л | 2,111(12)⋅105 л | 1,61(5)⋅106 л | 2,30(14)⋅105 л | 1,57(4)⋅107 л | 2,3⋅106 л |

Развитие и совершенствование технологий переработки не решает её основных проблем. Длительные периоды полураспада связаны с невозможностью организации надежных хранилищ и высокими расходами на содержание и обслуживание хранилищ в течение сотен и тысяч лет. Технология подземного захоронения отходов в геологических формациях не решает проблему природных катаклизмов, т.к. даже через 1 млн лет сильное землетрясение может вскрыть все ещё радиоактивные пласты захоронения. Хранение в наземных хранилищах и могильниках не исключает рисков аварий такого же типа, как неоднократно происходили на ПО «Маяк».